# Aureliano Lessa
Aureliano Lessa (Diamantina, 1828 – Serro, 1861. február 28.) brazil költő, köztisztviselő, író, ügyvéd és újságíró. Az Ultrarromantismo mozgalom tagja volt.
Alkoholizmusa miatt szívében lézió alakult ki, halálát is ez okozta.